# Daniel Mayer
Pour les articles homonymes, voir Mayer et Daniel Meyer.
 (septembre 2014).
Daniel Mayer, né le 29 avril 1909 à Paris (12e arrondissement) et mort le 29 décembre 1996 à Orsay, est un homme politique socialiste et résistant français. 
Dirigeant du Comité d'action socialiste clandestin pendant la Seconde Guerre mondiale, membre du Conseil national de la Résistance, puis secrétaire général de la Section française de l'Internationale ouvrière à la Libération, Daniel Mayer rejoint par la suite le Parti socialiste unifié. Il est président du Conseil constitutionnel entre 1983 et 1986.

## Biographie

### Militant socialiste d'avant-guerre
Juifs alsaciens originaires de Ribeauvillé, les grands-parents maternels de Daniel Mayer s'établissent comme maroquiniers à Paris après l'annexion de l'Alsace-Lorraine en 1871. Née en 1876, leur fille cadette Lucie Weil, très tôt orpheline, est élevée par ses frères et sœurs avant d'être recueillie par l'orphelinat Rothschild, rue Lamblardie dans le 12e arrondissement. Devenue institutrice, Lucie épouse en 1902, à l'âge de vingt-six ans, Émile Mayer, Parisien de souche et revendeur de bijoux à crédit, âgé de vingt-sept ans.
Enfant unique d'Émile Mayer et de Lucie Weil, Daniel Raphaël Mayer naît le 29 avril 1909 à Paris, au n° 16 de la rue Sidi-Brahim dans le 12e arrondissement. Il appartient à la "petite bourgeoisie juive pauvre",.
Il perd sa mère dès 1921, à douze ans, ce qui précipite son départ de l'école. Ainsi contraint de travailler dès la sortie de la communale, il entre en politique à l'âge de dix-huit ans, révolté par l'exécution de Sacco et de Vanzetti. « Dynamique autodidacte, il poursuit son apprentissage intellectuel en adhérant à la Ligue des droits de l'homme et aux Jeunesses socialistes », selon l'historien Max Lagarrigue (en).
Secrétaire de la 20e section des Jeunesses Socialistes, il y rencontre en 1929 Cletta Livian, une Juive roumaine, qu'il épouse le 19 mai 1931, après avoir accompli son service militaire. Militant de la SFIO, il rejoint le courant Bataille socialiste en 1932. Il devient journaliste au Populaire (le quotidien socialiste fondé en 1916 par Jean Longuet) de 1933 à 1939 où il se rapproche de Léon Blum.

### Résistance
Il entre dans la Résistance en juillet 1940. Convaincu par Blum, il reste en France. À Daniel Mayer et à son épouse Cletta qui lui faisait part de leur intention de partir pour Londres, Blum dit : « Vous serez là-bas deux bouches de plus à nourrir et sans compétences militaires. Ici, il y aura du travail à faire. il faut poursuivre la guerre, reconstruire le Parti, l'orienter dans la lutte contre l'occupant et contre Vichy. Vous serez plus utiles ici. »
Il fonde dès mars 1941 le Comité d'action socialiste (CAS) avec Suzanne Buisson et anime les réseaux de résistants socialistes. Il fait reparaître clandestinement Le Populaire en mai 1942 ; il en est rédacteur en chef de 1942 à 1944.
Il rencontre Léon Blum, alors détenu par Vichy, et l'informe d'activités socialistes clandestines, assurant ainsi un lien entre Blum, la SFIO et la Résistance de Londres. C'est lui qui transmet un document de Blum reconnaissant de Gaulle comme chef de la France libre. Mayer s'installe à Marseille où son épouse l'aide dans son activité de Résistance ; elle-même organise des évasions.
Il est également secrétaire général du Parti socialiste SFIO de 1943 à 1946. Il représente la SFIO au Conseil national de la Résistance (CNR). Il participe à la libération de Paris en août 1944.

### Parlementaire et ministre sous laIVeRépublique
Membre de l'Assemblée consultative provisoire (délégué par le Conseil national de la Résistance), puis élu aux deux Assemblées constituantes, il est député socialiste de la Seine de 1946 à avril 1958. Proche de Léon Blum, il est battu en 1946 par Guy Mollet pour la fonction de secrétaire général de la SFIO, lors du 38e congrès national du parti. Il a des relations difficiles avec son successeur[réf. nécessaire].
Il est ministre du Travail et de la Sécurité sociale de 1947 à 1949. Il défend la jeune Sécurité sociale, et provoque une crise politique en demandant une revalorisation des salaires. Le 14 novembre 1951, il dépose une proposition de résolution « tendant à inviter le Gouvernement à faire rechercher si l'Association pour défendre la mémoire du maréchal Pétain ne poursuit pas un objet illicite contraire aux lois et à la justice ce qui justifierait sa dissolution ». Il préside le groupe des députés résistants, fondé en 1950, et le Comité d'action de la Résistance, de 1954 à 1957.
Il est président de la Commission des affaires étrangères de l'Assemblée nationale de 1953 à 1957. Daniel Mayer est très attaché à l'État d'Israël. Opposant à la Communauté européenne de défense, il est exclu du comité directeur de la SFIO en 1954.

### Socialiste contre la guerre d'Algérie
Il est sanctionné par son parti en 1957 pour son hostilité à la guerre d'Algérie et son refus de voter les pouvoirs spéciaux aux gouvernements Bourgès-Maunoury et Gaillard.
Il appartient à la minorité socialiste qui désapprouve le retour au pouvoir du général de Gaulle en 1958. Il participe à la fondation de l'Union des forces démocratiques puis du Parti socialiste autonome (PSA) devenu le Parti socialiste unifié (PSU) en 1960. Durant l'élection présidentielle de 1965, il plaide pour un représentant unique à gauche, ce qui alimenta des spéculations sur sa candidature,. Il quitte le PSU en 1967 et revient au PS en 1970 à la section Jean-Baptiste Clément dans le 18e arrondissement puis à Orsay.

### Ligue des droits de l'Homme
Il démissionne de sa fonction de député en 1958 pour présider la Ligue des droits de l'Homme (dont il est membre depuis ses 18 ans) jusqu'en 1975, puis la Fédération internationale des ligues des droits de l'Homme de 1977 à 1983.

### Conseil constitutionnel
Nommé par François Mitterrand, il est le 4e président du Conseil constitutionnel français du 21 février 1983 au 19 février 1986, date à laquelle il est remplacé par Robert Badinter. Il reste membre de ce conseil jusqu'au 25 février 1992. Il écrit que la « loi n'exprime la volonté générale que dans le respect de la Constitution ».
Décédé le 29 décembre 1996, il fait « don de son corps à la science », comme l'avait fait son épouse décédée en 1976. Alors premier secrétaire du Parti socialiste, Lionel Jospin salue Daniel Mayer comme une « figure marquante du socialisme français et un homme d'une rare qualité. »

## Fonctions gouvernementales
- Ministre du Travail et de la Sécurité sociale
  - gouvernement Léon Blum (3) (du 16 décembre 1946 au 22 janvier 1947)
  - gouvernement Paul Ramadier (1) (du 9 mai au 22 octobre 1947)
  - gouvernement Robert Schuman (1) (du 24 novembre 1947 au 26 juillet 1948)
  - gouvernement André Marie (du 26 juillet au 5 septembre 1948)
  - gouvernement Robert Schuman (2) (du 5 au 11 septembre 1948)
  - gouvernement Henri Queuille (1) (du 11 septembre 1948 au 28 octobre 1949)
- Ministre des Affaires sociales et des Anciens Combattants 
  - gouvernement Paul Ramadier (2) (du 22 octobre au 24 novembre 1947)

## Décoration
- Médaille de la Résistance française avec rosette, par le décret du 24 avril 1946[13].

## Publications
- Sur les ondes, éd. de la Liberté, 1945
- Les conditions de l'unité, éd. de la Liberté, 1946
- Étapes yougoslaves, éd. de Minuit, 1962
- Les socialistes dans la Résistance, P.U.F., 1968
- Pour une histoire de la gauche, éd. Plon, 1969
- Socialisme : le droit de l'homme au bonheur, éd. Flammarion, 1976

### Sources
Les papiers personnels de Danier Mayer et de son épouse Rose-Claire (Cletta) Leibovici-Livian sont conservés à Sciences Po Paris.

### Archives
- Inventaire du fonds d'archives de Daniel Mayer conservé à La contemporaine.